# Bourreria lyciacea
Bourreria lyciacea là loài thực vật có hoa trong họ Mồ hôi. Loài này được Thulin mô tả khoa học đầu tiên năm 1987.